# Von Zeipel (cráter)

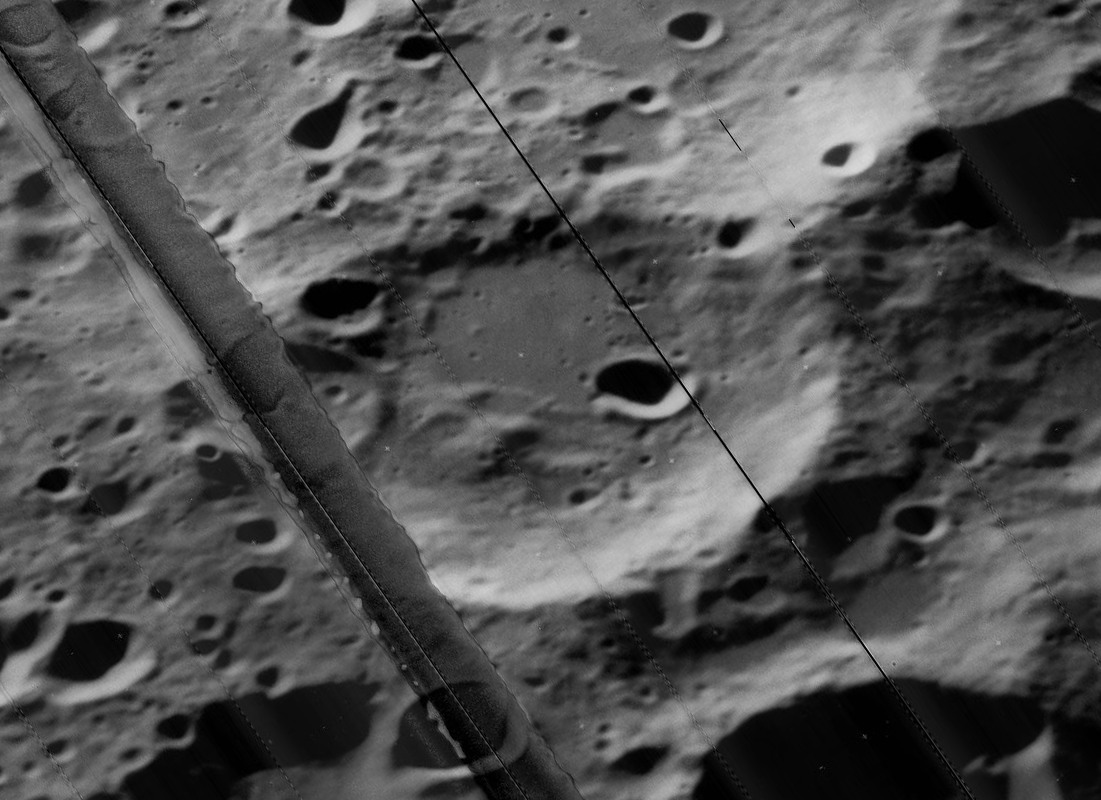
Imagen oblicua de la misión Lunar Orbiter 5
(banda cruzando la imagen en el original)

Von Zeipel es un cráter de impacto perteneciente a la cara oculta de la Luna. En parte se superpone al borde oriental del cráter más grande Fowler, y se introduce en su suelo interior. Al norte de Von Zeipel se halla el cráter Esnault-Pelterie, y al sur aparece Klute.
Es una formación erosionada, particularmente en los lados oeste y suroeste. El borde restante está desgastado y redondeado por impactos más pequeños, aunque el perímetro todavía se distingue claramente. Un cráter pequeño y desgastado atraviesa el borde sur-suroeste y un cráter en forma de copa aparece ubicado prominentemente en la mitad norte del suelo interior.

## Cráteres satélite
Por convención estos elementos son identificados en los mapas lunares poniendo la letra en el lado del punto medio del cráter que está más cercano a Von Zeipel.
|            | \| Von Zeipel \| Coordenadas \| Diámetro \| \| ---------- \| ------------------------------- \| -------- \| \| J \| 40°48′N 139°18′O / 40.8, -139.3 \| 39 km \| |          |
| Von Zeipel | Coordenadas | Diámetro |
| J          | 40°48′N 139°18′O / 40.8, -139.3 | 39 km    |